# Zakłady Mechaniczne w Sulęcinie
Zakłady Mechaniczne w Sulęcinie – polski producent części, podzespołów i zespołów dla przemysłu motoryzacyjnego, a w szczególności do ciągników ciężkich, ciągników siodłowych, maszyn rolniczych oraz prowadzący produkcję odlewniczą. Siedziba firmy znajduje się w Sulęcinie.

## Historia
- 1920 r. - inż. Carl Kajzer, urodzony w Gliśnie fabrykant, wybudowywuje fabrykę silników elektrycznych Elektromotoren Werke - Kaiser w ówczesnym Zielenzig[2][3]
- 1946 r. - fabryka zostaje przekazana polskiej administracji przez żołnierzy radzieckich i funkcjonuje pod nazwą Fabryka Silników Elektrycznych Zakład M-25[4]
- 1949 r. - produkcję ukierunkowano głównie na odlewy z żeliwa i metali kolorowych dla przemysłu elektromaszynowego, do seryjnej produkcji wprowadzono maszyny rolnicze: śrutownik tarczowy, sortownik do ziemniaków i wyorywacz buraków.
- w latach 50. fabryka funkcjonuje jako Sulęcińska Fabryka Sprzętu Rolniczego
- w 1972 roku - fabryka wchodzi w skład Zrzeszenia Przemysłu Ciągnikowego Ursus
- 2001 r. - kupno zakładu przez spółkę Polska Akademia Biznesu, której udziałowcami byli m.in. parlamentarzyści z Gorzowa Wielkopolskiego: Dariusz Jacek Bachalski i Waldemar Szadny[5]
- 2002 r. IROMET Sp. z o.o. z siedzibą w Poznaniu nabywa upadłe Zakłady Mechaniczne i kontynuuje główne profile produkcji
- Od 1 marca do 31 maja 2009 roku 90-osobowa załoga zakładu znajdowała się na okresie wypowiedzenia, które otrzymali z końcem lutego. Warunkiem była praca na pół etatu za połowę pensji. 29 pracowników, którzy nie zgodzili się na takie warunki rozwiązało umowę i zarejestrowało się w sulęcińskim Urzędzie Pracy[5]

## Produkty
- odlewy żeliwne i części zamienne do ciągników i maszyn rolniczych